# Ropalidia interrupta
Ropalidia interrupta är en getingart som beskrevs av Vecht 1941. Ropalidia interrupta ingår i släktet Ropalidia och familjen getingar. Utöver nominatformen finns också underarten R. i. flavinoda.